# Саруханян Альберт Георгійович
Альбе́рт Гео́ргійович Саруханя́н (20 жовтня 1983 — 22 січня 2015) — молодший сержант Збройних Сил України, учасник російсько-української війни.

## Короткий життєпис
Працював у ТОВ «Шляхпостач-КР». У часі війни — старший оператор, 93-тя окрема механізована бригада.
22 січня 2015 року російські збройні формування на бронетехніці заїхали у селище Красний Партизан, де містився блокпост зі взводом 20-го окремого мотопіхотного батальйону. 20 оборонців блокпосту, незважаючи на чисельну перевагу противника — до роти, яких з іншого боку посилювали танки, відбивалися дві години. Згодом терористи свідчили, що старший лейтенант Колісник бився до кінця й поліг як герой. Коли закінчилися набої, терористи запропонували воякам здатися, але Колісник відмовився й віддав наказ відступати, сам же не покинув позиції. 9 українських вояків терористи полонили. Завдяки мужності вояків їхні бойові побратими на інших блокпостах мали змогу мобілізуватися й ускладнили шлях терористів, що намагалися безперешкодно проїхати з Донецька в Горлівку. Капелан 20-го батальйону отець Дмитро Поворотний вивіз із окупованої території тіла Колісника, молодшого сержанта Романа Сеха, солдата Сергія Слісаренка, молодшого сержанта Альберта Саруханяна.
Без Альберта залишилися дружина та двоє дітей — семирічний син і однорічна донька.
Похований у Кривому Розі 28 січня 2015-го.

## Нагороди та вшанування
- Указом Президента України № 311/2015 від 4 червня 2015 року, «за особисту мужність і високий професіоналізм, виявлені у захисті державного суверенітету та територіальної цілісності України, вірність військовій присязі», нагороджений орденом «За мужність» III ступеня (посмертно)[1].
- Нагороджений відзнакою м. Кривий Ріг «За заслуги перед містом» 3 ст. (посмертно).
- На будинку де проживав Альберт (м. Кривий Ріг, вул. Каткова, 61) відкрито меморіальну дошку[2].
- Вшановується в меморіальному комплексі «Зала пам'яті», в щоденному ранковому церемоніалі 22 січня[3][4].